# Жовнинська битва (1662)
Жовнинська битва 1662 — битва між українськими та московськими військами, що відбулася 1 квітня (22 березня) поблизу села Жовнин (нині село Жовнине Чорнобаївського району Черкаської області).
Гетьман Юрій Хмельницький, намагаючись відновити свою владу на Лівобережній Україні, надіслав туди 5-тисячне військо на чолі з полк. Іваном Богуном. Той мав змусити наказного гетьмана Лівобережної України Я. Сомка відмовитись від московської протекції. Я. Сомко запросив на допомогу 15-тис. московське військо на чолі з князем Г.Ромодановським.
На першому етапі операції козацькі полки І. Богуна відвоювали Жовнин, Вереміївку, Іркліїв (нині всі — села Чорнобаївського району), Кропивну (нині село Золотоніського району; всі Черкаської області) та інші містечка Середнього Подніпров'я. Однак невдовзі під Жовнином вони зазнали поразки від переважаючих сил князя Г. Ромодановського. 7 квітня (28 березня) московити штурмом взяли Іркліїв, а через кілька місяців завдали поразки Ю. Хмельницькому під Переяславом.
Попри перемогу над московськими військами у Бужинській битві в 1662 році, Ю. Хмельницькому так і не вдалося встановити контроль над складною військово-політичною ситуацією в Україні, і на початку 1663 він відмовився від гетьманської булави. Лівобережжя перейшло під владу московського царя Олексія Михайловича.